# Laura Ayres

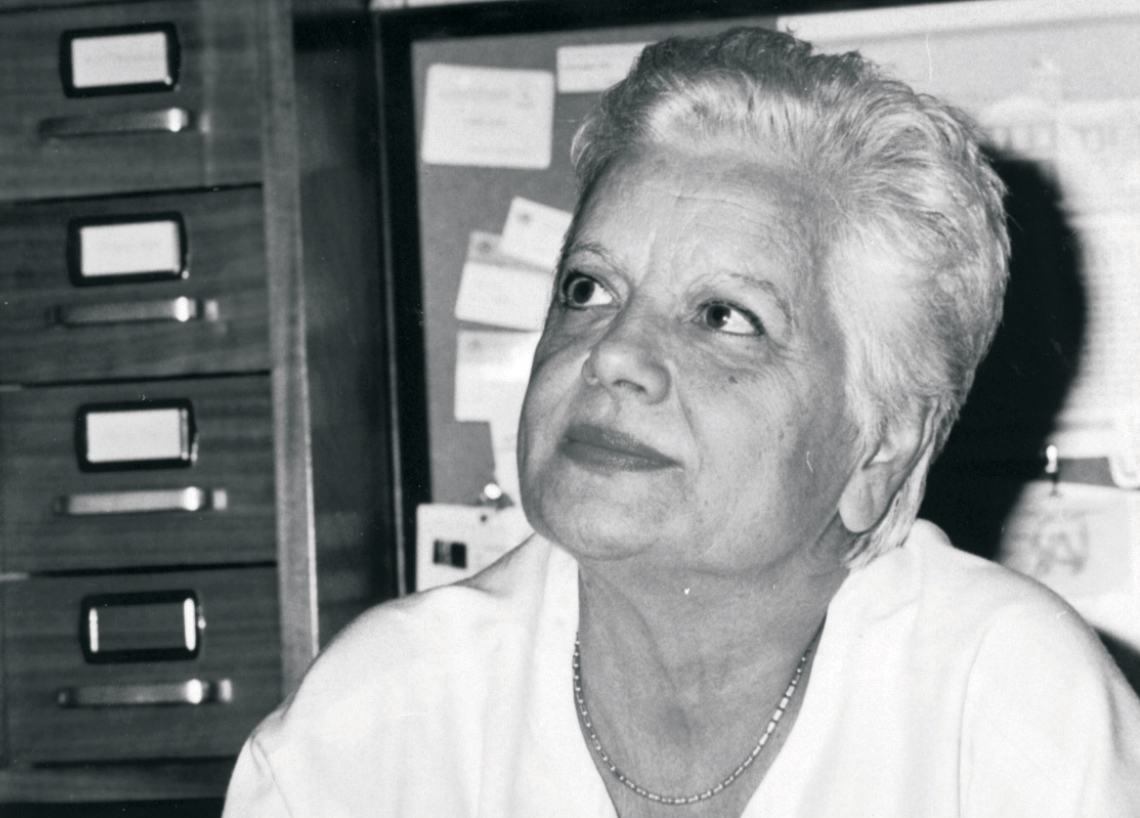
Laura Ayres

Laura Guilhermina Martins Ayres (* 1. Juni 1922 in Loulé; † 16. Januar 1992 in Lissabon) war eine portugiesische Ärztin und Virologin.

## Leben
Ayres schloss 1946 ihr Studium der Humanmedizin an der Medizinischen Fakultät der Universität Lissabon ab. Sie widmete sich der Forschung auf dem Gebiet der öffentlichen Gesundheit, insbesondere im Bereich der Epidemiologie. Dazu führte sie Studien zur Grippe und zu Atemwegserkrankungen durch. 1955 gründete sie das virologische Laboratorium am Instituto Nacional de Saúde.
Für ihre Trachomstudien, die sie ab 1956 durchgeführt hatte, wurde sie 1963 mit dem Prémio Ricardo Jorge ausgezeichnet. 1979/80 organisierte sie die erste nationale serologische Befragung und erhielt daraufhin 1983, den Prémio Ricardo Jorge de Saúde Pública.
In den 1980er Jahren nahm sie eine wichtige Rolle bei den ersten Maßnahmen im Kampf gegen AIDS ein. Ab 1985 koordinierte sie die Arbeitsgruppe zu AIDS und war von 1985 bis 1991 Präsidentin der Nationalen Kommission zum Kampf gegen AIDS (Comissão Nacional de Luta Contra a Sida).

## Ehrungen
- 13. Juli 1990: Offizier des Ordens des heiligen Jakob vom Schwert
- 26. Februar 1992: Großoffizier des Ordens des heiligen Jakob vom Schwert (postum)
- Ehrenmedaille des Município de Loulé
- Benennung eines Gymnasiums und eines Schulzentrums in Quarteira
- Benennung des Laboratório Regional de Saúde Pública do Algarve Dra Laura Ayres
- Benennung des Centro de Virologia des Instituto Nacional de Saúde